# I Love Youはひとりごと
「I Love You はひとりごと」（アイ・ラヴ・ユーはひとりごと）は、原由子の楽曲。自身のデビューシングルとして、Invitationから7インチレコードで1981年4月21日に発売された。
1993年7月21日と1998年2月25日に8cmCDとして再発売されている。2016年12月12日からは主要配信サイトにてダウンロード配信、2019年12月20日からはストリーミング配信が開始されている。

## 背景・制作
サザンオールスターズのメンバーの中で最も早くソロデビューした原のデビューシングル作品である。
ソロデビューのきっかけは、サザンオールスターズとして1980年に発売したオリジナル・アルバム『タイニイ・バブルス』に収録された楽曲で、原がリードボーカルを担当した「私はピアノ」が評判となったこと。桑田佳祐がプロデュースをするという形でデビューが決まった。サポートメンバーは、HARABOSEが担当し、桑田や原の大学の後輩である斎藤誠やサザンオールスターズのメンバーからは桑田と松田弘がHARABOSEに参加している。

## 収録曲
- 収録時間：7:38

1. I Love You はひとりごと (4:03)
（作詞・作曲:桑田佳祐 / 編曲:HARABOSE / 管弦編曲:八木正生）
渋谷・円山町を舞台にした楽曲。元々は同じアミューズ所属のタレントだったベティに提供された作品。
歌詞の一部が猥褻として、要注意歌謡曲指定制度に基づきベティ歌唱版も含めて放送禁止となってしまう[5]。これを受け、サザンのメンバーとスタッフの男性陣が女装をして、原宿での抗議デモやビクタービル屋上にて抗議のゲリラライブを行うが、警察が出動するなどの騒ぎとなる。この抗議デモ・ゲリラライブおよび騒ぎの一部始終は写真・映像共に現存しており、『ハラッド』初回限定盤特典「はらぼん」で原により「私は見た!笑激の現場!?」と題し語られた中で写真が紹介されたり[6]、サザンとして2019年に発売した楽曲「愛はスローにちょっとずつ」のミュージック・ビデオに映像の一部が収録されたりしている[7]。
先の制度が効力を失った1988年まで禁止となるAランク指定を受けていたが[8]、その後は緩和された[9]。
2. しっかり John-G (3:35)
（作詞・作曲:原由子 / 編曲:HARABOSE）

## 参加ミュージシャン
- I Love You はひとりごと
  - 原由子:Vocal & Keyboards
  - 斎藤誠:Electric
  - 山村哲也:Bass
  - 松田弘:Drums
  - Jakeグループ:Horns
  - 玉野嘉久グループ:Strings
  - 菅原友紀:Percussions
  - 桑田佳祐:O・KA・MA

## 収録アルバム
| 曲名                    | 作品名                   |
| ----------------------- | ------------------------ |
| I Love You はひとりごと | はらゆうこが語るひととき |
| I Love You はひとりごと | ハラッド                 |
| しっかり John-G         | はらゆうこが語るひととき |